# Elitserien i bowling för herrar 2012/2013
Elitserien i bowling för herrar 2012/2013 är den högsta serien för bowling för herrar i Sverige för säsongen 2012/2013. Elitserien består av 12 lag där varje lag spelar 22 matcher på en säsong. Därefter går de fyra främsta vidare till slutspel för att kora de svenska mästarna.

## Tabell
Uppdaterad med matcher spelade till och med 24 februari 2013.

Lag 1–4: Slutspel
Lag 9–11: Kvalspel
Lag 12: Allsvenskan
| Lag              | S  | V  | O | F  | PF  | PM  | MS  | P  |
| ---------------- | -- | -- | - | -- | --- | --- | --- | -- |
| Team Clan        | 15 | 10 | 2 | 3  | 169 | 127 | +42 | 22 |
| Team Pergamon BC | 14 | 9  | 2 | 3  | 167 | 111 | +56 | 20 |
| Stureby BK       | 15 | 9  | 1 | 5  | 159 | 139 | +20 | 19 |
| Team Alingsås    | 17 | 9  | 0 | 8  | 177 | 159 | +18 | 18 |
| BK FH Engelholm  | 15 | 7  | 2 | 6  | 155 | 144 | +11 | 16 |
| Kulladals BS     | 17 | 7  | 2 | 8  | 165 | 173 | -8  | 16 |
| IS Göta          | 15 | 7  | 1 | 7  | 145 | 152 | -7  | 15 |
| Wåxnäs BC        | 17 | 7  | 1 | 9  | 144 | 193 | -49 | 15 |
| BK Jösse         | 14 | 6  | 1 | 7  | 135 | 144 | -9  | 13 |
| Sundbybergs IK   | 18 | 6  | 0 | 12 | 175 | 184 | -9  | 12 |
| BKF Falkenberg   | 16 | 5  | 2 | 9  | 142 | 174 | -32 | 12 |
| BK Joker         | 17 | 6  | 0 | 11 | 153 | 186 | -33 | 12 |